# Powiat leszczyński
Powiat leszczyński – powiat w Polsce (województwo wielkopolskie), utworzony w 1999 roku w ramach reformy administracyjnej. Jego siedzibą jest miasto Leszno, które jednak nie wchodzi w skład powiatu, jest samodzielnym powiatem grodzkim.
W skład powiatu wchodzą:
- gminy miejsko-wiejskie:  Osieczna,  Rydzyna
- gminy wiejskie:  Krzemieniewo,  Lipno,  Święciechowa,  Wijewo,  Włoszakowice
- miasta:  Osieczna,  Rydzyna

Według danych z 31 grudnia 2019 roku powiat zamieszkiwało 57 201 osób. Natomiast według danych z 30 czerwca 2020 roku powiat zamieszkiwały 57 544 osoby.

## Demografia

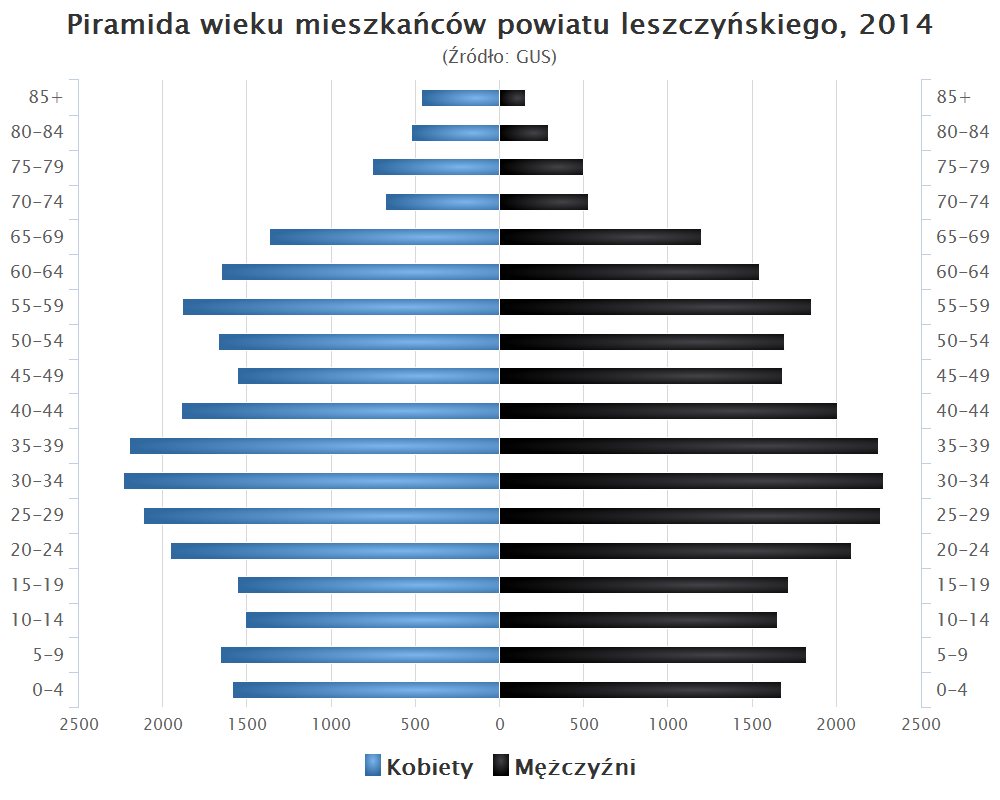
Piramida wieku mieszkańców powiatu leszczyńskiego w 2014 roku

Liczba ludności (dane z 30 czerwca 2005):
|        | Ogółem | Ogółem | Kobiety | Kobiety | Mężczyźni | Mężczyźni |
| osób   | %      | osób   | %       | osób    | %         |           |
| ------ | ------ | ------ | ------- | ------- | --------- | --------- |
| Ogółem | 49 687 | 100    | 25 012  | 50,34   | 24 675    | 49,66     |
| Miasto | 4433   | 8,92   | 2255    | 4,54    | 2178      | 4,38      |
| Wieś   | 45 254 | 91,08  | 22 757  | 45,80   | 22 497    | 45,28     |

▶Wieś vs ▶miasto
Ogółem (▶k, ▶m)
Miasto (▶k, ▶m)
Wieś (▶k, ▶m)

## Gospodarka
W końcu września 2019 liczba zarejestrowanych bezrobotnych w powiecie leszczyńskim obejmowała ok. 0,6 tys. mieszkańców, co stanowi stopę bezrobocia na poziomie 2,4% do aktywnych zawodowo.

## Historia
Powiat leszczyński powstał w 1887 r. w wyniku reorganizacji administracji terytorialnej niemieckiej Cesarstwa Niemieckiego, która oddzieliła obszar 524,7 km² ze wschodniej części powiatu wschowskiego. Wcześniej te tereny należały początkowo do ziemi wschowskiej, którą wyodrębnił w 1343 król Kazimierz Wielki. II rozbiór Polski sprawił, że okolice Leszna zostały włączone do departamentu poznańskiego i podzielone pomiędzy powiat kościański i wschowski. W pierwszych latach XIX wieku w Lesznie znajdował się sąd powiatowy i tzw. sąd przysięgłych. Po 1850 powstała tu filia banku państwowego, a w 1874 urząd stanu cywilnego. Na czele powstałego powiatu stanął mianowany na ten urząd w 1888 starosta (landrat) Hans von Hellmann, któremu podlegał zespół urzędników sprowadzonych w większości z Cesarstwa Niemieckiego. W krótkim czasie powstały instytucje, które istniały w każdym mieście powiatowym, tj. urząd celny, kasa komunalno-oszczędnościowa, lekarz powiatowy i weterynarz. Kolejnymi starostami byli Arnold von Rosenstiel i Siegfried von Kardoff. Odzyskaniu niepodległości przez Polskę towarzyszyły w Wielkopolsce nastroje niepodległościowe – tu miało miejsce powstanie wielkopolskie, którego nie zakończył rozejm w Trewirze. Dopiero 1 czerwca 1919 powstała polska administracja powiatowa, starostą został wówczas Tadeusz Sobeski, a siedzibą powiatu – Osieczna. Leszno w tym czasie nadal znajdowało się w granicach Rzeszy; po wprowadzeniu w życie postanowień traktatu wersalskiego ustalono nowy przebieg granic. Leszno od 17 stycznia 1920 znalazło się w Polsce; zorganizowano wówczas Wydział Powiatowy pełniący funkcję sejmiku powiatowego złożonego z 12 członków, których mianował do tej funkcji wojewoda poznański. Po raz pierwszy powszechne i wolne wybory do rady powiatu miały miejsce 6 stycznia 1922; wybrano wówczas 37 członków. Powiat leszczyński składał się z czterech miast (Leszno, Osieczna, Rydzyna i Święciechowa), 76 tzw. gmin wiejskich i 41 obszarów folwarczno-dworskich, a na urząd starosty wybrany został Edmund Zenkteler i pełnił ją przez trzy kadencje. Zastąpił go w 1936 Rudolf Świątkowski. Po wybuchu II wojny światowej władze samorządowe zostały ewakuowane na wschód w okolice Żółkwi; dalsze losy starosty pozostały nieznane. Administracja hitlerowska postawiła na czele powiatów wschowskiego i leszczyńskiego Reinfrieda von Baumbacha, który pełnił tę funkcję do 1940, a następnie przez pozostały okres II wojny światowej landratem był Karl Wollner. Armia Czerwona wkroczyła do Leszna 31 stycznia 1945, tydzień później, tj. 6 lutego 1945, Miejski Komitet Robotniczy ustanowił na czele powiatu leszczyńskiego tymczasowego starostę Ludwika Wielickiego. Zgodnie z zarządzeniem pełnomocnika rządu na województwo poznańskie Michała Gwiazdowicza, Miejski Komitet Robotniczy wspólnie z pełnomocnikami wojewódzkimi i pełnomocnikami rządu rozpoczął proces organizowania miejskich i gminnych rad narodowych oraz Powiatowej Rady Narodowej i Wydziału Powiatowego; w Lesznie delegatem rządu został Roman Jur, starostą Kazimierz Roszkiewicz, a jego zastępcą Wacław Żółty. 22 marca tego samego roku wybrano Powiatową Radę Narodową, na czele której stanął Jan Rutkowiak. W dniu 10 lutego 1948 weszły w życie zmiany administracyjne, które wydzielały z powiatu Leszno, od tego czasu podlegało ono bezpośrednio Wojewódzkiej Radzie Narodowej w Poznaniu. Dwa lata później przestała istnieć funkcja starosty, zastąpił go przewodniczący prezydium powiatowej rady narodowej; stanowisko to pomiędzy 1950 a 1973 piastowali kolejno Henryk Miaśkiewicz, Stefan Walczak, Paweł Kałuża i Tadeusz Dudziński. W 1973 przejściowo połączono funkcję naczelnika miasta i przewodniczącego prezydium powiatowej rady narodowej i powierzono ją Stanisławowi Koronowskiemu. Generalna zmiana zaszła w związku z wprowadzoną w 1975 reformą administracji państwowej. Zlikwidowano wówczas powiaty, a Leszno stało się stolicą nowo powstałego województwa. Powiat leszczyński powstał ponownie na podstawie ustawy z 5 czerwca 1998 o samorządzie powiatowym; weszła ona w życie 1 stycznia 1999.

## Turystyka
Przez powiat leszczyński przebiega 36 wytyczonych i oznakowanych tras rowerowych. Można wyróżnić trasy wschodnie i zachodnie. Wschodnie przebiegają głównie po terenach związanych z historią powiatu, zachodnie natomiast wiodą przede wszystkim przez Przemęcki Park Krajobrazowy. Szlaki piesze są zdecydowanie mniej rozbudowane, jest ich 7 i liczą łącznie 207 km. Przez powiat przebiega również szlak wodny - kajakowy Szlak Konwaliowy.

## Sąsiednie powiaty
- Leszno (miasto na prawach powiatu)
- wolsztyński
- kościański
- gostyński
- rawicki
- górowski (dolnośląskie)
- wschowski (lubuskie)